# Pamplona (Negros Oriental)
Pamplona é um município de  terceira classe de renda municipal (d) na província Negros Oriental, nas Filipinas. De acordo com o censo de 1 de maio  de  2020 possui uma população de 39 805 pessoas e 3 057 domicílios.